# Muskeldystrofi
Muskeldystrofier är sjukdomar som gör att muskler förtvinar. Dessa processer uppstår på grund av vissa genvarianter (mutationer). Den mest uppenbara effekten är att musklerna blir svagare. Muskeldystrofier karaktäriseras av att skelettmuskler successivt blir svagare och får felaktigheter i sina proteiner och att deras celler och hela vävnadspartier dör.
Nio specifika sjukdomar räknas alltid som muskeldystrofi när de förekommer. Här ingår Duchennes muskeldystrofi,  kongenital muskeldystrofi och Beckers muskeldystrofi. Till dessa kommer mer än hundra sjukdomar som har tydliga drag av muskeldystrofi. De flesta muskeldystrofierna drabbar också andra system än skelettmuskler, till exempel hjärtat, matsmältningskanalen och nervsystemet. Muskeldystrofi kan också leda till humörsvängningar och inlärningssvårigheter.